# Seque Lyman
Seque Lyman  (ucraniano: Сухий Лиман) es una localidad del Raión de Ovidiopol en el Óblast de Odesa de Ucrania. Según el censo de 2023, tiene una población de 1638 habitantes.